# クリュ・ボジョレー
クリュ・ボジョレー(Cru Beaujolais)は、フランス東部ブルゴーニュ地域圏ソーヌ＝エ＝ロワール県とローヌ＝アルプ地域圏ローヌ県にまたがる地域で生産されているボジョレーワインのうち、特に優れたワインを生産している10地区に与えられたAOCの総称である。
ボジョレーワインは、ブルゴーニュワインを生産するほかの地域と違い、畑ごとに設定されている特級や1級の規格がないが、いわゆる並の「ボジョレー」に対し、ボジョレーを生産する96ヶ村のうち、比較的良質なものを産する38ヶ村に対し、「ボジョレー・ヴィラージュ」のAOCが認められている。クリュ・ボジョレーはさらに優れた生産地で、一村が単独で名乗るAOCと、2～10ヶ村で一つの地区を構成するものがあるため、現在クリュ・ボジョレーに含まれる村は22ある。
なお、ボジョレー・ワインといえば、ヌーヴォーが有名だが、クリュ・ボジョレーにはプリムールの規格はないため、ヌーヴォーワインはこれらの地区で産するものでも、「ボジョレー・ヴィラージュ」か「ボジョレー」となる。